# Verhaltensökonomik
Die Verhaltensökonomik (englisch behavioral economics, auch Verhaltensorientierte Ökonomik) ist ein Teilgebiet der Wirtschaftswissenschaft. Sie beschäftigt sich mit menschlichem Verhalten in wirtschaftlichen Situationen. Dabei werden auch Konstellationen untersucht, in denen Menschen im Widerspruch zur Modell-Annahme des Homo oeconomicus, also des rationalen Nutzenmaximierers, agieren. Derartige Fragestellungen werden zudem mathematisch von der Spieltheorie untersucht. Da von Menschen in der Regel nur teilweise, jedoch nicht durchgehend von der rationalen Nutzenmaximierung bei ökonomisch relevanten Entscheidungen abgewichen wird, müsste, streng genommen, von einer „verhaltensorientierten Ökonomik“ gesprochen werden. Der Übergang der Verhaltensökonomik zur Ökonomischen Psychologie ist fließend.
Subdisziplinen der Verhaltensökonomik sind die verhaltensorientierte Finanzmarkttheorie (engl. behavioral finance), welche sich mit dem vermeintlich irrationalen Verhalten auf Finanz- und Kapitalmärkten beschäftigt, und teilweise die verhaltensorientierte Politikgestaltung (engl. behavioral public policy), sofern angewandt auf ökonomische Kontexte.

## Geschichte
Während der Ära der klassischen Nationalökonomie bestand eine enge Verbindung zwischen der Wirtschaftstheorie und der Psychologie. Adam Smith zum Beispiel schrieb einen wichtigen Text, in dem er psychologische Prinzipien des individuellen Verhaltens beschrieb, The Theory of Moral Sentiments (Die Theorie moralischer Gefühle). Jeremy Bentham schrieb ausführlich über die psychologischen Fundamente der Nützlichkeit. Wirtschaftler begannen erst, sich von der Psychologie zu entfernen, als sie während der Ära der Neoklassischen Theorie versuchten, ihre Disziplin als Naturwissenschaft zu etablieren. Nun wurde versucht, wirtschaftliches Verhalten von Annahmen aus der Natur der wirtschaftlich Handelnden abzuleiten. Es wurde das Konzept des Homo oeconomicus entwickelt, und die Psychologie dieses hypothetischen Wesens beruhte grundsätzlich auf der Vernunft. Trotz allem beeinflusste die Psychologie die Analysen vieler wichtiger Figuren bei der Entwicklung der neoklassischen Theorie, wie Francis Edgeworth, Vilfredo Pareto und Irving Fisher.
Gegen Mitte des 20. Jahrhunderts war die Psychologie weitgehend aus der ökonomischen Diskussion verschwunden. Eine Vielzahl von Faktoren trug dazu bei, dass ihr Einfluss auf wirtschaftliche Entscheidungen wieder aufgegriffen und die Theorie der behavioral economics entwickelt wurde. Modelle über erwartete Nützlichkeit und Nützlichkeit nach Kostenabzug (discounted utility) waren zuvor zu weitgehender Anerkennung gelangt, indem sie überprüfbare Hypothesen unter Berücksichtigung von Unsicherheit beziehungsweise zwischenzeitlichem Verbrauch (intertemporal consumption) lieferten. Eine Reihe beobachteter und sich wiederholender Anomalien stellten diese Hypothesen infrage. Des Weiteren begann die kognitive Psychologie in den 1960er Jahren, das Gehirn im Gegensatz zu Modellen des Behaviorismus als Informationsverarbeitungsmaschine anzusehen. In der Folge begannen Psychologen auf diesem Gebiet wie Ward Edwards, Amos Tversky und Daniel Kahneman, ihre kognitiven Modelle des Entscheidungsprozesses unter Risiko und Unsicherheit an wirtschaftlichen Modellen vernünftigen Verhaltens zu erproben.
Vielleicht der wichtigste Aufsatz bei der Entwicklung der Disziplin der behavioral finance und behavioral economics wurde von Kahneman und Tversky 1979 geschrieben. Dieser Aufsatz mit dem Namen Prospect Theory: An Analysis of Decision under Risk verwendete kognitive psychologische Techniken, um eine Anzahl dokumentierter Anomalien beim Treffen vernünftiger wirtschaftlicher Entscheidungen zu erklären. Weitere bedeutende Schritte auf dem Weg zur Entwicklung der Disziplin waren eine gutbesuchte und vielseitige Konferenz an der Universität von Chicago und eine Sonderausgabe im Jahr 1997 des anerkannten Quarterly Journal of Economics zum Gedenken an Amos Tversky, die sich mit dem Thema der behavioral economics beschäftigte.
Der erste Nobelpreis für das Thema Verhaltensökonomik wurde 2002 zu gleichen Teilen an Daniel Kahneman und Vernon Smith verliehen. Zuvor hatte bereits 1994 der deutsche Verhaltensökonom und Begründer des Labors für experimentelle Wirtschaftsforschung an der Universität Bonn, Reinhard Selten, den Nobelpreis für seinen Beitrag zur Spieltheorie erhalten. Im Jahr 2017 wurde Richard Thaler mit dem Nobelpreis für seinen Beitrag zur Verhaltensökonomik ausgezeichnet.

## Allgemeines
Die grundlegende Theorie der Haushaltstheorie in der Mikroökonomie untersucht wirtschaftliche Entscheidungen von, meist privaten, Haushalten. Diese Theorie unterliegt starken Annahmen, die nicht immer der Realität entsprechen. Diese wären unter anderem:
- Verbraucher bevorzugen manche Güter klar gegenüber anderen Gütern.
- Verbraucher unterliegen Budgetbeschränkungen.
- Verbraucher wählen bei gegebenen Präferenzen, ihrem begrenzten Einkommen und gegebenen Preisen verschiedene Güterkombinationen, die ihre Zufriedenheit, daher ihren Nutzen, maximieren.

Präferenzen sind jedoch nicht immer eindeutig, sie können sich je nach Kontext der Entscheidungsfindung ändern, beispielsweise spielen ungerechte Preise eine Rolle. Zudem sind Verbraucherentscheidungen nicht immer nutzenmaximierend. Nutzenmaximierend wäre es kein Trinkgeld zu geben, dies geschieht jedoch alltäglich. Durch realistischere und detailliertere Annahmen zum menschlichen Verhalten kann man ein besseres Verständnis der Verbrauchernachfrage erlangen, dabei werden Erkenntnisse der Psychologie und Soziologie genutzt. Dies ist das Ziel der Verhaltensökonomik.

## Entscheidende Beobachtungen
Es gibt drei hauptsächliche Themen in der Theorie der behavioral finance and economics
- Heuristik: Menschen treffen ihre wirtschaftlichen Entscheidungen oft nicht aufgrund einer Analyse aller Möglichkeiten oder einer genauen Berechnung verschiedener Wahrscheinlichkeiten, sondern auf Grundlage einer einfachen, schnellen und stabilen Faustregel: Wenn Menschen nämlich einschätzen sollen, wie wahrscheinlich ein bestimmtes Ergebnis ist, dann beurteilen sie häufig tatsächlich nicht die Wahrscheinlichkeit selbst. Sie glauben nur, dass sie die gefragte Wahrscheinlichkeit beurteilt hätten. Heuristiken sind also Verfahren, um möglichst adäquate, aber oftmals unvollkommene Antworten auf schwierige Fragen zu finden. Sie können zu kognitiven Verzerrungen und damit Fehlurteilen führen. Viele dieser Verzerrungen wurden untersucht, siehe dazu Liste kognitiver Verzerrungen.[5][6]

- Framing-Effekt: Die Art und Weise, wie ein Problem oder eine Entscheidung vorgestellt wird, beeinflusst die Handlung des Entscheidenden.
- Unvollkommene Märkte (Market inefficiencies): Versuche, beobachtete Markthandlungen zu erklären, die vernünftigen Erwartungen und der Markteffizienz zuwiderlaufen. Diese beinhalten fehlerhafte Bepreisung, unvernünftige Entscheidungen und Anomalien beim Gewinn. Besonders Richard Thaler hat in einer Vielzahl von Aufsätzen besondere Marktanomalien aus der Perspektive des Behaviorismus beschrieben.

Marktweite Anomalien können nicht generell mit Vorurteilen von Individuen erklärt werden. Individuelle Präferenzen allein können Marktpreise und Gewinne nicht signifikant verschieben. Zudem können sich individuelle Vorurteile wechselseitig neutralisieren. Kognitive Voreingenommenheiten haben wirklich ungewöhnliche Effekte nur dann, wenn es eine gesellschaftliche Kontamination mit einem sehr emotionalen Inhalt gibt, wie allgemeine Habgier oder allgemeine Panik. Diese führen dann zu weit verbreiteten Phänomenen wie Herdenverhalten und Gruppendenken. Behavioral economics beruht genauso viel auf der Sozialpsychologie wie auf der individuellen Psychologie.
Es gibt zwei Ausnahmen zu dieser allgemeinen Aussage. Zunächst kann es sein, dass derart viele Individuen ein voreingenommenes Verhalten zur Schau stellen – das heißt ein Verhalten, das von vernünftigen Erwartungen abweicht –, dass dieses Verhalten die Norm darstellt und somit marktweite Auswirkungen hat. Weiterhin haben einige behavioristische Modelle ausdrücklich gezeigt, dass eine kleine aber bedeutende Gruppe marktweite Auswirkungen hervorrufen kann (siehe z. B. Fehr und Schmidt, 1999).
Auch George Akerlof und Robert Shiller versuchen in ihrem Buch Animal Spirits Erkenntnisse der Verhaltensökonomie für eine makroökonomische keynesianische Konjunkturtheorie fruchtbar zu machen.

## Methoden
Zu Beginn wurden die Theorien von behavioral economics beinahe ausschließlich durch experimentelle Beobachtungen und Antworten auf Befragungen entwickelt. In jüngerer Zeit nahm auch die Bedeutung von Daten aus der wirklichen Welt zu. Auch die Funktionelle Magnetresonanztomografie (fMRT) wurde eingesetzt, um herauszufinden, welche Gehirngegenden bei den verschiedenen Schritten des wirtschaftlichen Entscheidens benutzt werden. Experimente, die Marktsituationen wie Börsenhandel und Auktionen simulieren, wurden als besonders nützlich angesehen, da sie ermöglichen, die Auswirkungen einer bestimmten Voreingenommenheit auf das Verhalten zu isolieren; das beobachtete Marktverhalten kann typischerweise auf verschiedene Weisen erklärt werden. Sorgsam entwickelte Experimente können dabei helfen, die Zahl nachvollziehbarer Erklärungen einzugrenzen. Die Experimente sind so gestaltet, dass sie vergleichbare Anreize schaffen, wobei verbindliche Transaktionen unter Verwendung echten Geldes die Norm sind.

## Abgrenzung zur Ökonomischen Psychologie
Siehe die Abgrenzung in Ökonomische Psychologie.

## Kritik an der Verhaltensökonomik
Kritiker der behavioral economics betonen typischerweise die Vernunft der wirtschaftlich Handelnden (siehe Myagkov und Plott (1997), unter anderen). Sie behaupten, dass experimentell beobachtetes Verhalten sich nicht auf Marktsituationen übertragen lässt, weil Lerngelegenheiten und Wettbewerb sicherstellen werden, dass es wenigstens zu einer weiten Annäherung an vernünftiges Verhalten kommen wird. Andere merken an, dass kognitive Theorien wie die Prospect Theory lediglich Modelle des Entscheidens sind, nicht verallgemeinerbares wirtschaftliches Verhalten, und sie deshalb nur anwendbar sind auf die einmaligen Entscheidungsprobleme, die den Teilnehmern von Experimenten oder Befragungen gestellt werden.
Traditionelle Wirtschaftler sind ebenfalls skeptisch bezüglich der bei Experimenten und Befragungen verwendeten Techniken, die in den behavioral economics eine große Rolle spielen. Wirtschaftler betonen die Bedeutung der tatsächlichen Präferenzen im Gegensatz zu den bei Befragungen „angegebenen Präferenzen“, um einen wirtschaftlichen Wert zu bestimmen. Experimente und Befragungen müssen sorgfältig vorbereitet werden, um systemimmanente Voreingenommenheiten, strategisches Verhalten und das Fehlen von Anreizvergleichbarkeit (lack of incentive compatibility) zu vermeiden. Viele Wirtschaftler misstrauen wegen der Schwierigkeiten bei Ausschluss dieser Möglichkeiten den Ergebnissen, die auf diese Weise gewonnen werden. Rabin (1998) lehnt diese Kritiken ab, indem er argumentiert, dass die Ergebnisse in verschiedenen Situationen und Ländern nachgestellt werden können, und sie zu guten empirischen Bestätigungen der theoretischen Modelle führen.
Kritiker der behavioral finance, wie zum Beispiel Eugene Fama, unterstützen meist die Theorie des vollkommenen Marktes. Sie behaupten, dass behavioral finance eher eine Sammlung von Anomalien sei, als ein echter Zweig der Finanztheorie, und dass diese Anomalien irgendwann aus dem Markt gepreist werden oder unter Berufung auf Argumente der Mikrostrukturen des Marktes erklärt werden. Es sollte jedoch ein Unterschied gemacht werden zwischen individuellen Voreingenommenheiten und gesellschaftlichen Voreingenommenheiten; Erstere können durch den Markt ausgeglichen werden, während die anderen Rückkopplungen hervorrufen können, die den Markt weiter und weiter vom „fairen Preis“ entfernen. Wie weit sich die Theorien, die auf der Annahme „vollkommener Märkte“ aufbauen, von der Realität entfernt hatten, zeigte die Subprime-Krise im Jahre 2008, der eine Spekulationsblase auf dem US-Immobilienmarkt zugrunde lag. Generell sind Spekulationsblasen in den Rationalität annehmenden Modellen kaum zu erklären, traten jedoch in der Geschichte immer wieder auf.
Ein besonderes Beispiel dieser Kritik findet sich in einigen Erklärungsversuchen des Equity-premium-Rätsels. Es wird argumentiert, dass sich das Rätsel daraus ergibt, dass Markteintrittsbarrieren (sowohl praktischer als auch psychologischer Art) früher den Markteintritt von Individuen in den Wertpapierhandel verhindert haben. Demnach wird sich der Unterschied der erzielten Gewinne zwischen Wertpapieren und Anleihen mit der Zeit verringern, sobald elektronische Mittel den Wertpapierhandel einer größeren Zahl von Händlern zugänglich machen werden. Darauf erwidern andere, dass viele persönliche Investmentfonds durch Pensionskassen verwaltet werden, so dass der Effekt dieser vermeintlichen Schranken gering wäre. Außerdem scheinen professionelle Investoren und Fondsmanager mehr Anleihen zu halten, als man angesichts der langfristigen Gewinnunterschiede vermuten würde.

### Primärliteratur

#### Deutschsprachige Bücher
- Arnold Kitzmann: Massenpsychologie der Börse. So bestimmen Erwartungen und Gefühle Kursverläufe. Gabler, 2009.
- Bernhard Jünemann, Dirk Schellenberg (Hrsg.): Psychologie für Börsenprofis. Die Macht der Gefühle bei der Geldanlage. Schäffer Poeschel., 2000
- Hanno Beck: Behavioral Economics. Eine Einführung. Springer Gabler, 2014, ISBN 978-3-658-03367-5.
- Joachim Goldberg, Rüdiger von Nitzsch: Behavioral Finance. FinanzBuch-Verlag, 1999.
- Nils Kottke: Entscheidungs- und Anlageverhalten von Privatinvestoren. Gabler, 2005.
- Raimund Schriek: Besser mit Behavioral Finance: Finanzpsychologie in Theorie und Praxis. FinanzBuch-Verlag, 2009.
- Rolf J. Daxhammer, Máté Facsar: Behavioral Finance UVK Verlagsgesellschaft/ UTB, München 2012, ISBN 978-3-8252-8504-3.

#### Englischsprachige Bücher
- Andrei Shleifer: Inefficient Markets: An Introduction to Behavioral Finance. Oxford University Press, 1999.
- Hersh Shefrin: Beyond Greed and Fear: Understanding behavioral finance and the psychology of investing. Oxford University Press, 2007.
- Michael Pompian: Behavioral Finance and Wealth Management. How to built optimal portfolios that account for investor biases. Wiley Finance, 2006.
- Richard Thaler: Misbehaving: The Making of Behavioral Economics. W. W. Norton, New York 2015, ISBN 978-0-393-08094-0.
- Richard Thaler: The Winner’s Curse: Paradoxes and anomalies of economic life. Princeton University Press, 1994.
- Richard Thaler (Hrsg.): Advances in Behavioral Finance. Band I, Russell Sage Foundation, 1993; Band II, Princeton University Press, 2005.

#### Wissenschaftliche Aufsätze (englisch)
- Amos Tversky, Daniel Kahneman: Judgment under uncertainty: Heuristics and biases. In: Science. Band 185, 1974, S. 1124–1131.
- Amos Tversky, Daniel Kahneman: The framing of decisions and the psychology of choice. In: Science. Band 211, 1981, S. 453–458.
- Daniel Kahneman, J. L. Knetsch, Richard Thaler: Anomalies: The endowment effect, loss aversion, and status quo bias. In: The Journal of Economic Perspectives. Band 5, 1991, S. 193–206.
- Daniel Kahneman, Amos Tversky: Prospect theory: An analysis of decision under risk. In: Econometrica. Band 47, 1979, S. 263–292.
- Daniel Kahneman, Amos Tversky: Choices, Values and Frames. Cambridge University Press, 2000.
- John, K.: Behavioral indifference curves. Australasian Journal of Economics Education. 2015 (2): 1–11
- Matthew Rabin: Psychology and Economics. In: Journal of Economic Literature. Band 36, 1998, S. 11–46.

### Sekundärliteratur
- Floris Heukelom: Behavioral Economics. A History. Cambridge 2014.
- Rüdiger Graf: »Heuristics and Biases« als Quelle und Vorstellung. Verhaltensökonomische Forschung in der Zeitgeschichte. In: Zeithistorische Forschungen. 12, 2015, S. 511–519.